# سيانوبكتيرين
سيانوبكتيرين هو مركب كيميائي تنتجه البكتيريا الزرقاء، ويعمل كمثبط لعملية التمثيل الضوئي ومن ثم يكون له نشاط فعال كمبيد للطحالب ومبيد للأعشاب.